# توپ طلای زنان
توپ طلای زنان (فرانسوی: Ballon d'Or Féminin‎) یک جایزهٔ سالانهٔ فوتبالی است که توسط مجلهٔ فرانس فوتبال به بهترین بازیکن فوتبال زن اهدا می‌شود. در سال ۲۰۱۸، آدا هگربرگ از نروژ به عنوان اولین دریافت‌کنندهٔ این جایزه انتخاب شد. 

## برندگان
| سال  | رتبه                             | بازیکن                           | باشگاه                           | امتیازات                         |
| ---- | -------------------------------- | -------------------------------- | -------------------------------- | -------------------------------- |
| ۲۰۱۸ | اول                              | آدا هگربرگ                       | لیون                             | ۱۳۶                              |
| ۲۰۱۸ | دوم                              | پرنیله هاردر                     | وولفسبورگ                        | ۱۳۰                              |
| ۲۰۱۸ | سوم                              | جنیفر ماروژان                    | لیون                             | ۸۶                               |
| ۲۰۱۹ | اول                              | مگان رپینو                       | رین                              | ۲۳۰                              |
| ۲۰۱۹ | دوم                              | لوسی برنز                        | لیون                             | ۹۴                               |
| ۲۰۱۹ | سوم                              | الکس مورگان                      | اورلاندو پراید                   | ۶۸                               |
| ۲۰۲۰ | به دلیل شیوع ویروس کرونا لغو شد. | به دلیل شیوع ویروس کرونا لغو شد. | به دلیل شیوع ویروس کرونا لغو شد. | به دلیل شیوع ویروس کرونا لغو شد. |
| ۲۰۲۱ | اول                              | الکسیا پوتیاس                    | بارسلونا                         | ۱۸۶                              |
| ۲۰۲۱ | دوم                              | جنیفر هرموسو                     | بارسلونا                         | ۸۴                               |
| ۲۰۲۱ | سوم                              | سامانتا کر                       | چلسی                             | ۴۶                               |
| ۲۰۲۲ | اول                              | الکسیا پوتیاس                    | بارسلونا                         | ۱۷۸                              |
| ۲۰۲۲ | دوم                              | بت مید                           | آرسنال                           | ۱۵۲                              |
| ۲۰۲۲ | سوم                              | سامانتا کر                       | چلسی                             | ۷۴                               |
| ۲۰۲۳ | اول                              | آیتانا بونماتی                   | بارسلونا                         | ۲۶۶                              |
| ۲۰۲۳ | دوم                              | سامانتا کر                       | چلسی                             | ۸۷                               |
| ۲۰۲۳ | سوم                              | سلما پارالوئلو                   | بارسلونا                         | ۴۹                               |
| ۲۰۲۴ | اول                              | آیتانا بونماتی                   | بارسلونا                         |                                  |
| ۲۰۲۴ | دوم                              | کارولین گراهام هنسن              | بارسلونا                         |                                  |
| ۲۰۲۴ | سوم                              | سلما پارالوئلو                   | بارسلونا                         |                                  |

### برندگان بر پایهٔ بازیکن
| بازیکن              | اول            | دوم      | سوم            |
| ------------------- | -------------- | -------- | -------------- |
| آیتانا بونماتی      | ۲ (۲۰۲۳، ۲۰۲۴) | –        | –              |
| الکسیا پوتیاس       | ۲ (۲۰۲۱، ۲۰۲۲) | –        | –              |
| آدا هگربرگ          | ۱ (۲۰۱۸)       | –        | –              |
| مگان رپینو          | ۱ (۲۰۱۹)       | –        | –              |
| سامانتا کر          | –              | ۱ (۲۰۲۳) | ۲ (۲۰۲۱، ۲۰۲۲) |
| پرنیله هاردر        | –              | ۱ (۲۰۱۸) | –              |
| لوسی برنز           | –              | ۱ (۲۰۱۹) | –              |
| جنیفر هرموسو        | –              | ۱ (۲۰۲۱) | –              |
| بت مید              | –              | ۱ (۲۰۲۲) | –              |
| کارولین گراهام هنسن | –              | ۱ (۲۰۲۴) | –              |
| سالما پارائوله      | –              | –        | ۲ (۲۰۲۳، ۲۰۲۴) |
| جنیفر ماروژان       | –              | –        | ۱ (۲۰۱۸)       |
| الکس مورگان         | –              | –        | ۱ (۲۰۱۹)       |

### برندگان بر پایهٔ کشور
| کشور                | بازیکنان | برندگان |
| ------------------- | -------- | ------- |
| اسپانیا             | ۲        | ۴       |
| ایالات متحده آمریکا | ۱        | ۱       |
| نروژ                | ۱        | ۱       |

### برندگان بر پایهٔ باشگاه
| باشگاه   | بازیکنان | برندگان |
| -------- | -------- | ------- |
| بارسلونا | ۲        | ۴       |
| لیون     | ۱        | ۱       |
| رین      | ۱        | ۱       |